# 松井江美
松井 江美（まつい えみ、1963年2月20日 - ）は、日本の元陸上競技選手。専門はやり投。オリンピックの日本代表に3度選ばれた（出場は2回）。2017年時点での氏名は藤本 江美（ふじもと えみ）。

## 来歴
高校時代の1980年、5月31日の8か国大会代表選考会に高校新記録で優勝。この年、日本が不参加となった1980年モスクワオリンピックの日本代表に選ばれる。母校の岡山県美作高等学校には、松井のオリンピック代表選出記念碑が建立されている。全国高等学校総合体育大会陸上競技大会（インターハイ）では、1979年と1980年に連覇を達成した。
中京大学に進み、卒業後は中京大職員を経て大京に就職する。この時期、日本陸上競技選手権大会では、1981年（第65回）から1984年（第59回）までと、1986年（第61回）から1988年（第63回）まで、1990年（第65回）の合計8回、優勝を達成した。
1982年アジア競技大会では、60m52cmの記録で優勝した。1983年世界陸上競技選手権大会にも出場した。1984年ロサンゼルスオリンピックと1988年ソウルオリンピックでも代表となる。1986年アジア競技大会では2位、1990年アジア競技大会では3位だった。
中京大学時代には室伏重信の指導を受けた。1984年には中京大学陸上競技部の女子主将を務め、同年大学から体育会の最高成績者に贈られる「江崎杯」を授与された。
所属していた大京陸上競技部は1992年限りで解散し、翌年からは「ラナ」に所属した。
競技の一線を退いた後もマスターズ陸上競技会に出場し、満41歳の2004年に作った45m15と、満50歳の2013年に作った41m24は、2022年現在、それぞれW40クラスとW50クラスの日本記録である。
また、大阪高等学校で教員として陸上競技を指導し、2012年には日本陸上競技連盟強化委員会強化育成部委員（U19クラス投擲競技部門）を務め、平成28年度（2016年度）の大阪陸上競技協会の優秀指導者賞を受けている。

## 国際大会成績
| 年       | 大会                           | 会場         | 結果     | 補足     |
| 日本代表 | 日本代表                       | 日本代表     | 日本代表 | 日本代表 |
| -------- | ------------------------------ | ------------ | -------- | -------- |
| 1982年   | 1982年アジア競技大会           | ニューデリー | 優勝     | 60.52 m  |
| 1983年   | 1983年世界陸上競技選手権大会   | ヘルシンキ   | 17位     | 55.52 m  |
| 1984年   | 1984年ロサンゼルスオリンピック | ロサンゼルス | 14位     | 57.72 m  |
| 1985年   | 1985年アジア陸上競技選手権大会 | ジャカルタ   | 3位      | 53.28 m  |
| 1986年   | 1986年アジア競技大会           | ソウル       | 2位      | 55.00 m  |
| 1988年   | 1988年ソウルオリンピック       | ソウル       | 23位     | 56.26 m  |
| 1989年   | 1989年アジア陸上競技選手権大会 | ニューデリー | 3位      | 55.30 m  |
| 1990年   | 1990年アジア競技大会           | 北京         | 3位      | 56.04 m  |